# Paul Colin (écrivain)
Pour les articles homonymes, voir Paul Colin et Colin.
Paul Colin, né le 10 février 1920 à Sens et mort le 20 mars 2018 à Clamart,, est un écrivain français qui a reçu le prix Goncourt en 1950 pour Les Jeux sauvages.

## Biographie
Paul Colin nait à Sens le 10 février 1920 dans une famille de la bourgeoise catholique. Son grand-père paternel Auguste Colin est notaire à Crécy-en-Brie (Seine-et-Marne). Son grand-père maternel, Frédéric Vernis dit « le Mexicain » est un ingénieur des mines qui a construit des chemins de fer au Caucase et au Mexique avant de revenir en 1894 à Sens développer une entreprise de matériel agricole. Son père Pierre Colin est une notabilité locale qui préside le tribunal de commerce de Sens et devient dans les années 1930 président du syndicat national des marchands-réparateurs de machines agricoles.
Paul Colin s'engage le 16 octobre 1939 dans la cavalerie (2ème régiment de hussards de Chamborant) stationné à Tarbes où il suit le cours des élèves-officiers de réserve (EOR). La débâcle le surprend à Montauban où il est démobilisé le 9 août 1940. Réfractaire au STO, il vit en Sologne, travaille comme aide-géomètre et fait des relevés topographiques en découvrant bois et marécages qu'il décrira dans son livre. Il rencontre Charlotte Serre, née en 1924, qu'il épouse le 23 octobre 1943 à Heubecourt (Eure) où il se cache pour échapper aux gendarmes.
Après-guerre, Paul et Charlotte Colin vont s'installer à Nyons (Drôme) au milieu de la nature, dans les petites Baronnies du nord de la Provence. Paul Colin s'exerce sans succès à la vente d'herbes aromatiques et médicinales, à la fabrication de savon et d'huile d'olive, de farine d'épeautre (blé rustique drômois), puis à l'élevage de souris blanches. Les dettes s'accumulent. Il consacre son temps à rédiger un manuscrit sur ses cahiers d'écritures comptables à l'entête « Les plantes des Baronnies ». Il dactylographie le texte et poste en février 1949 aux éditions Gallimard le tapuscrit d'un roman intitulé Les corps sont perdus.   
Inscrit au chômage, sans ressources, Paul Colin apprend que son livre va être édité. Il entretient une correspondance avec Jean Paulhan qui, dans un courrier du 23 janvier 1950 suggère à Gaston Gallimard de faire accélérer la publication. Le rapport de lecture de Jacques Lemarchand avait en effet été très favorable. 
L'ouvrage sort en librairie le 18 octobre 1950 sous le titre Les Jeux sauvages. Dans Combat du 27 novembre 1950, Les Jeux sauvages bénéficient d'une excellente critique, relevant que « les scènes audacieuses mais sans vulgarité se mêlent à une poésie enivrante -poésie de l'enfance sauvage, de la liberté, de la passion dévorante - sans détruire l'unité romanesque », soulignant de façon prémonitoire que Paul Colin ferait un excellent Goncourt 1950. L'article est signé de André Brissaud dans ce quotidien engagé d'après-guerre où Jacques Lemarchand, ami d'Albert Camus, y tient la rubrique théâtrale. La critique des Nouvelles littéraires met aussi en évidence l'ouvrage pour l'obtention d'un prix : « Le début des Jeux sauvages est éclatant et Paul Colin a beaucoup de talent », même s'il souligne « l'effervescence de ses personnages, leurs âmes hallucinées ../.. Je ne vois pas Boileau lisant les Jeux sauvages, ni Bernardin de Saint-Pierre, ni même Voltaire… Mais nous sommes si amoureux du talent, si dévots de l'art pour l'art, que M. Paul Colin peut tout dire, nous faire accepter l'incroyable, tolérer l'illogique, fermer les yeux au monstrueux. C'est un virtuose - déjà. Mais pourra-t-il hausser le ton ? Pour un jury de la découverte, voici une chance à jouer ».

## La surprise du prix Goncourt
Le 4 décembre 1950, Pierre Mac Orlan, nouveau membre du jury du Prix Goncourt réuni chez Drouant annonce à la presse qu'au cinquième tour, le prix a été attribué par cinq voix à Paul Colin pour Les Jeux sauvages, les autres voix s'étant dispersées sur les autres candidats. La surprise est totale, même pour l'éditeur qui n'a fait imprimer que quelques centaines d'exemplaires. Face à la demande, Gallimard assure un nouveau tirage en urgence, tout en négociant la publication du Goncourt 1950 en intégralité dès la semaine suivante dans France-Dimanche du 12 décembre 1950. 
Après l'obtention du prix Goncourt, Paul Colin a acquis une propriété vinicole et s'est retiré de la vie littéraire après avoir publié un dernier roman Terre paradis en 1959,.
Paul Colin meurt le 20 mars 2018 à Clamart et est inhumé le 24 mars 2018 au cimetière de Sens.

## Œuvre
- 1950 : Les Jeux sauvages aux éditions Gallimard — Prix Goncourt[12]
- 1959 : Terre paradis, éditions Gallimard.